# Arrondissement di Veurne
L'arrondissement di Veurne (in olandese Arrondissement Veurne, in francese Arrondissement de Furnes) è una suddivisione amministrativa belga, situata nella provincia delle Fiandre Occidentali e nella regione delle Fiandre.

## Composizione
L'arrondissement di Veurne raggruppa 5 comuni:
- Alveringem
- De Panne
- Koksijde
- Nieuwpoort
- Veurne

## Società

### Evoluzione demografica
Abitanti censiti
- Fonte dati INS - fino al 1970: 31 dicembre; dal 1980: 1º gennaio